# منى قطان (سيدة أعمال)
منى قطان الأمين هي رائدة وسيدة أعمال عراقية-أمريكية، وخبيرة تجميل معروفة. وُلدت في الولايات المتحدة الأمريكية ونشأت فيها، وهي الشقيقة الصغرى لخبيرة التجميل هدى قطان. اشتهرت بمشاركتها في تأسيس علامة التجميل هدى بيوتي وإطلاق علامتها التجارية الخاصة KAYALI للعطور. كما برزت في عالم الإعلام من خلال انضمامها إلى الموسم الثاني من برنامج الواقع دبي بلينغ على منصة نتفليكس.

## الحياة المهنية

### هدى بيوتي
في عام 2013، شاركت منى قطّان مع شقيقتيها هدى وعلياء في تأسيس علامة هدى بيوتي، والتي أصبحت واحدة من أشهر العلامات التجارية في عالم التجميل. شغلت منى منصب الشريكة الإدارية وخبيرة المكياج للمدونة الخاصة بالعلامة، وساهمت في تطوير المنتجات وتوسيع انتشار العلامة عالميًا.

### كايالي
في عام 2018، أطلقت منى قطّان علامتها التجارية الخاصة بالعطور تحت اسم KAYALI (بالعربية: خيالي)، والتي لاقت نجاحاً كبيراً. حتى نهاية عام 2024، قدّمت العلامة 26 عطراً ضمن 5 مجموعات، وتم بيع منتجاتها في 2,690 متجرًا عبر 30 دولة حول العالم.

## الحياة الشخصية
في 22 فبراير 2022، تزوجت منى قطّان من رجل الأعمال السوداني الأمريكي حسن الأمين، وأقامت حفل زفاف مميز حضره العديد من الشخصيات البارزة. لاحقًا، أطلق الزوجان مجموعة "The Wedding Collection" للعطور المخصصة للعروس والعريس ضمن علامة KAYALI.

## الجوائز والتصنيفات
تُعتبر منى قطان شخصية مؤثرة في عالم الجمال والأعمال، حيث تم تصنيفها في المرتبة 28 ضمن قائمة "أقوى 100 سيدة أعمال في الشرق الأوسط لعام 2025" من قبل مجلة فوربس الشرق الأوسط.

## مشاركتها في دبي بلينغ
في عام 2024، انضمت منى قطّان إلى الموسم الثاني من برنامج الواقع دبي بلينغ على منصة نتفليكس، والذي يسلط الضوء على حياة المشاهير ورجال الأعمال في دبي. من خلال البرنامج، قدمت منى جانباً جديداً من شخصيتها، بعيداً عن عالم الأعمال، مما أتاح للجمهور فرصة التعرف عليها بشكل أعمق.

## وصلات خارجية
- الموقع الرسمي لعطور كايالي (بالإنجليزية)
- صفحة كايالي على هدى بيوتي (بالإنجليزية)